# Deja News
Deja News (Langform: Deja News Research Service, kurz oft auch zusammengezogen DejaNews oder Dejanews) war von 1995 bis 2001 eine Website zur Recherche von Usenet-Artikeln auf einem Archiv der meisten damaligen Text-Newsgroups. Die Betreiberfirma hieß Deja News Inc. Der Name Deja News spielt vermutlich auf den Begriff Déjà vu an, aus dem Französischen wörtlich schon gesehen.

## Geschichte
Steve Madere, Firmengründer von Deja News Inc., stellte die Site 1995 im texanischen Austin erstmals online. Mit ihren umfangreichen Suchmöglichkeiten fand sie Beifall, erzeugte Kontroversen und veränderte die Art und Weise, wie Diskussionsforen wahrgenommen wurden.
Obwohl es auch vorher schon Archive von Newsgroups gegeben hatte, bot Deja News doch eine neuartige Kombination von Funktionen an: Es war der Öffentlichkeit zugänglich, stellte eine einfach zu bedienende Benutzerschnittstelle im Web zur Verfügung, erlaubte Anfragen über alle archivierten Gruppen gleichzeitig, lieferte schnelle Ergebnisse und hielt Artikel ohne Einschränkung vor (reguläre Newsserver löschen Artikel meist nach ein paar Wochen). Durch diese Möglichkeiten wurde das Usenet mit einem Mal von einem lose organisierten Kommunikationsmedium mit flüchtigem Charakter zu einer wertvollen Informationsquelle.
Die permanente Verfügbarkeit kombiniert mit der Möglichkeit, nach Autoren zu suchen, führte zu kontroversen Diskussionen zu den Themen Datenschutz und Privatsphäre. Die oft im Usenet geäußerte Warnung, man solle vorsichtig sein mit dem, was man in Artikeln preisgibt, bekam so eine besondere Aktualität.
Der Betreiber Madere war zunächst nicht bereit, archivierte Beiträge zu entfernen, Proteste von Benutzern und die Androhung rechtlicher Schritte änderten dies jedoch. Seine Site unterstützte schließlich das permanente Entfernen von Artikeln (Nuking genannt, von englisch to nuke: mit Atomwaffen angreifen) bestimmter Autoren, die nicht aufgeführt werden wollten.
Außerdem wurde der X-No-Archive-Header eingeführt, mit dem ein Autor im Beitrag selbst darum bitten konnte, diesen Artikel von der Aufnahme in das Archiv (bzw. dem Anzeigen des Artikels bei der Suche) auszuschließen.
Rechteinhabern wurde außerdem die Möglichkeit gegeben, Artikel entfernen zu lassen, die unerlaubt ihr geistiges Eigentum enthielten. Laut Humphrey Marr von Deja News wurde dies am häufigsten von Scientology genutzt.
Die Dienstleistung von Deja News wurde schließlich so erweitert, dass sie die reine Suche nach Artikeln überstieg. Mit My Deja News konnte man auf die traditionelle vom Newsreader gewohnte Art gruppenweise und chronologisch Beiträge lesen. Außerdem wurde die Möglichkeit angeboten, auch Artikel zu schreiben. Deja Communities ermöglichte nichtöffentliche Foren, was vor allem von Firmen genutzt wurde.
Im Jahr 1999 änderte sich die Ausrichtung stark. Deja News wurde im Mai in Deja.com umbenannt und bot vor allem eine Dienstleistung zum Vergleich von Preisen an. Deja-Leser sollten durch Bewertungen allerlei Produkte einordnen, diese Informationen wiederum flossen in die Empfehlungen auf der Deja-Site ein. Während dieser Neuorientierung wechselten auch die Server ihren Standort, danach waren zahlreiche ältere Artikel nicht mehr verfügbar.
Deja fing 2000 damit an, Werbung in Usenet-Artikel einzublenden. Einzelne Begriffe wurden mit Hyperlinks auf die beworbenen Websites versehen. Diese Veränderung kam bei Teilen der Usenet-Gemeinde sehr schlecht an.
Gegen Ende 2000, nach dem Platzen der Dotcom-Blase, hatte die Firma finanzielle Probleme. Risikokapital blieb aus und Werbeeinnahmen waren nicht kostendeckend. Man verkaufte den Preisvergleichsdienst an Ebay, die ihn  auf ihrer Site Half.com einsetzten.
2001 wurde der Usenet-Suchdienst abgestellt. Die Archive und Domänen wurden von der Firma Google Inc. aufgekauft und als Google Groups wieder angeboten. Google hatte auch aus anderen Quellen Archive erhalten und konnte so etwa 650 Millionen Artikel anbieten, die bis zurück ins Jahr 1981 reichten, also kurz nachdem das Usenet überhaupt gegründet worden war. Am 15. Dezember 2023 kündigte Google an, dass Google Groups ab dem 22. Februar 2024 keine neuen Usenet-Inhalte mehr posten oder anzeigen wird, wobei bestehende Archive weiterhin verfügbar bleiben.